# اگوادا دو بایاکسو
اگوادا دو بایاکسو (به پرتغالی: Aguada de Baixo) یک سکونتگاه مسکونی در پرتغال است که در آگوئدا واقع شده‌است.

## خصوصیات
اگوادا دو بایاکسو ۴٫۷ کیلومترمربع مساحت و ۱٬۳۷۳ نفر جمعیت دارد.

## نگارخانه

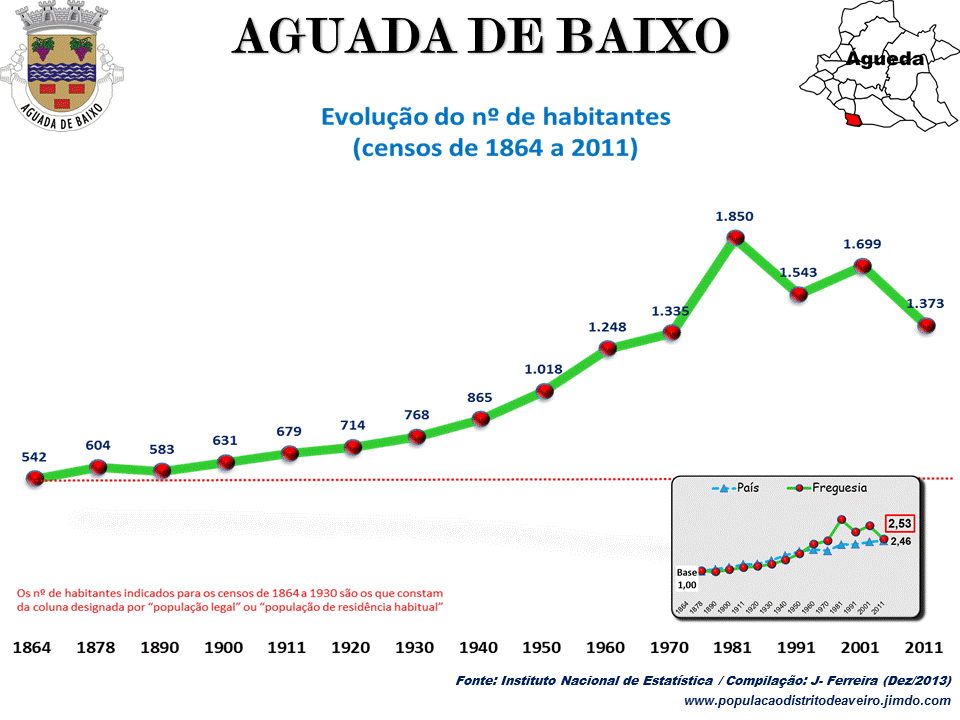